# Gnomidolon bordoni
Gnomidolon bordoni es una especie de escarabajo longicornio del género Gnomidolon, categorizada en la tribu Hexoplonini, de la subfamilia Cerambycinae. Fue descrita por Joly en 1991.

## Descripción
Mide 9,02 mm de longitud.

## Distribución
Se distribuye por Venezuela.